# Bridgewaterkanalen
Bridgewaterkanalen är en kanal i England, som förbinder Worsley med Runcorn och Manchester.
Kanalen är Englands äldsta, och byggdes 1758-71 efter James Brindleys utarbetade plan och på bekostnad av Frances Henry Egerton Bridgewater. Kanalen har en längd av 67 kilometer.